# 宝積院 (愛知県南知多町)
宝積院（ほうしゃくいん）は、愛知県知多郡南知多町内海北向18にある曹洞宗の寺院。山号は献玉山。本尊は千体地蔵菩薩。南知多三十三観音霊場28番札所。

## 歴史

### 中世・近世
永禄2年（1559年）、性海寺5世の秀山春岳和尚によって塔頭として創建された。永禄5年（1562年）、宝積院の住職と村役人に夢のお告げがあったことを機に高宮神社が創建された。このこともあって、明治時代以前には高宮神社の名義上の所有者は宝積院だった。
正徳3年（1713年）に没した性海寺12世の蘭峯盛曇和尚の代に堂宇が建立された。天保13年（1842年）、内海船の船主だった前野小平治の寄進によって本堂が改築された。

### 近代・現代
1872年（明治5年）8月には文部省によって学制が発布されたが、これと並行して額田県では郷学校の設立が奨励されており、学制発布前の7月には宝積院に東端郷学校が設立された。
1942年（昭和17年）7月、14世の新美岱忍の代に観音堂を仮園舎として内海保育園が創設された。内海保育園は1989年（平成）3月31日に廃園となった。

## 境内
- 本堂
- 観音堂
- 位牌堂
- 庫裏
- 鐘楼
- 山門

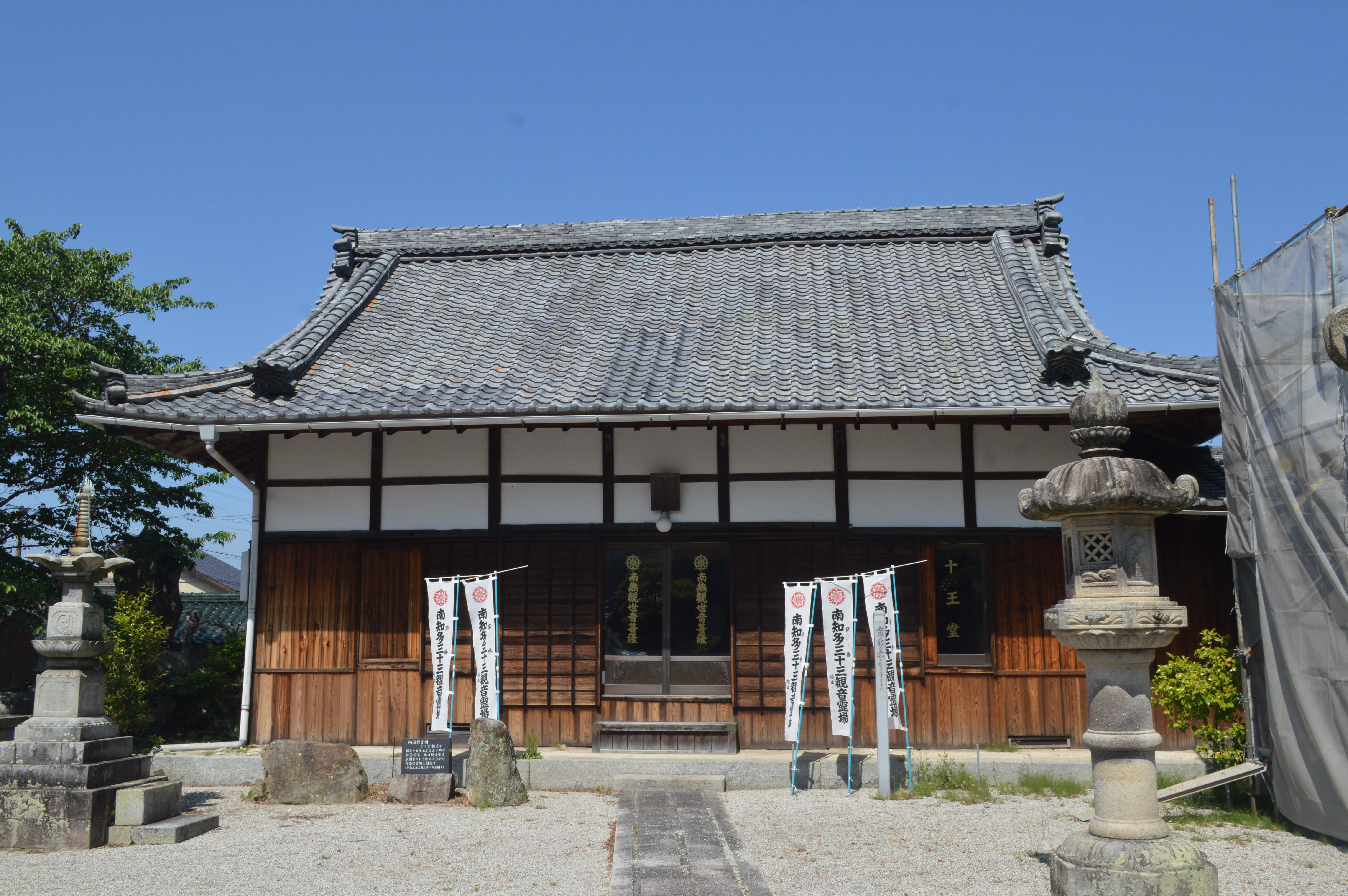
観音堂

- 宝篋印塔 - 天保5年（1834年）建立。

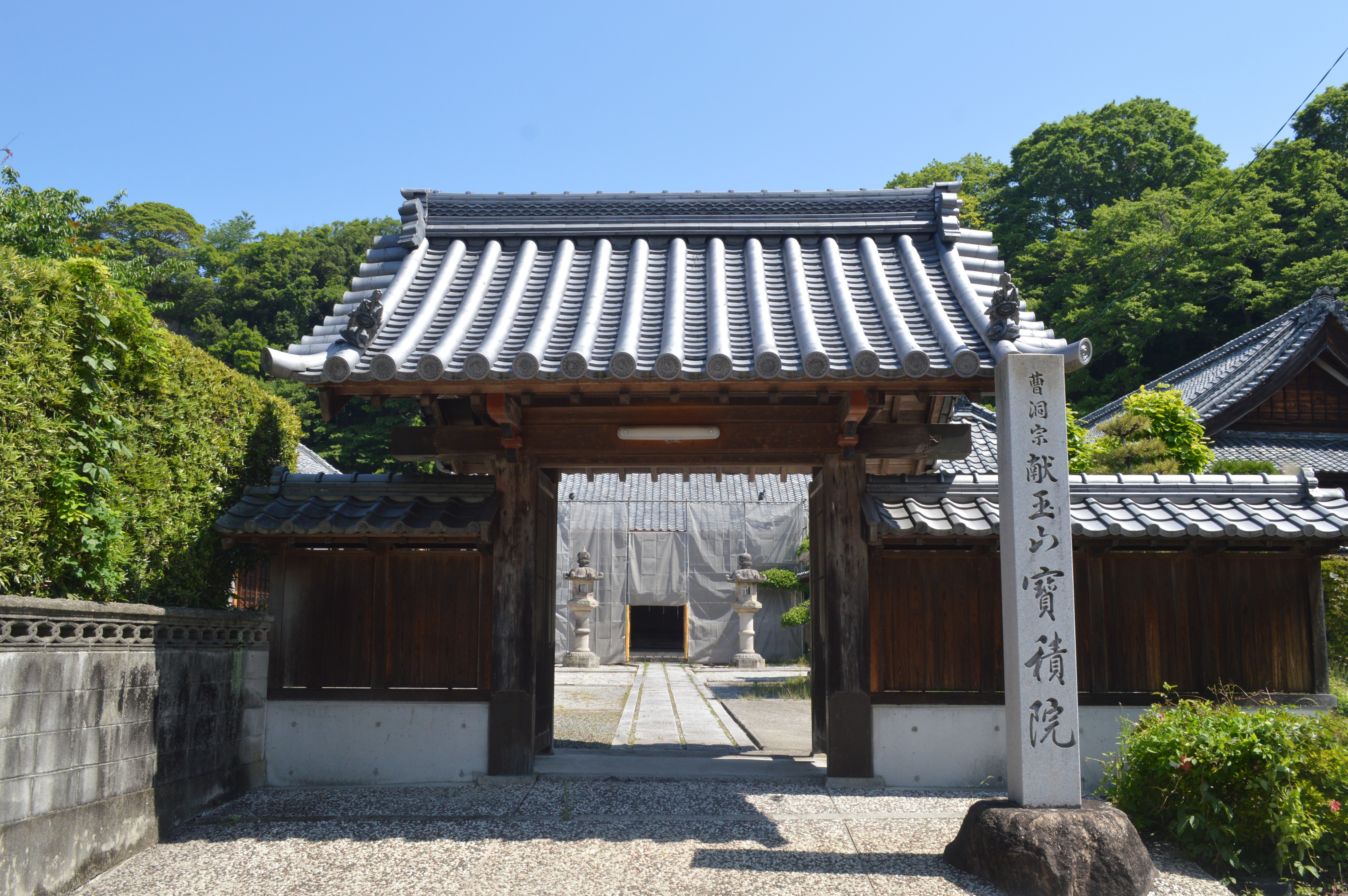
山門
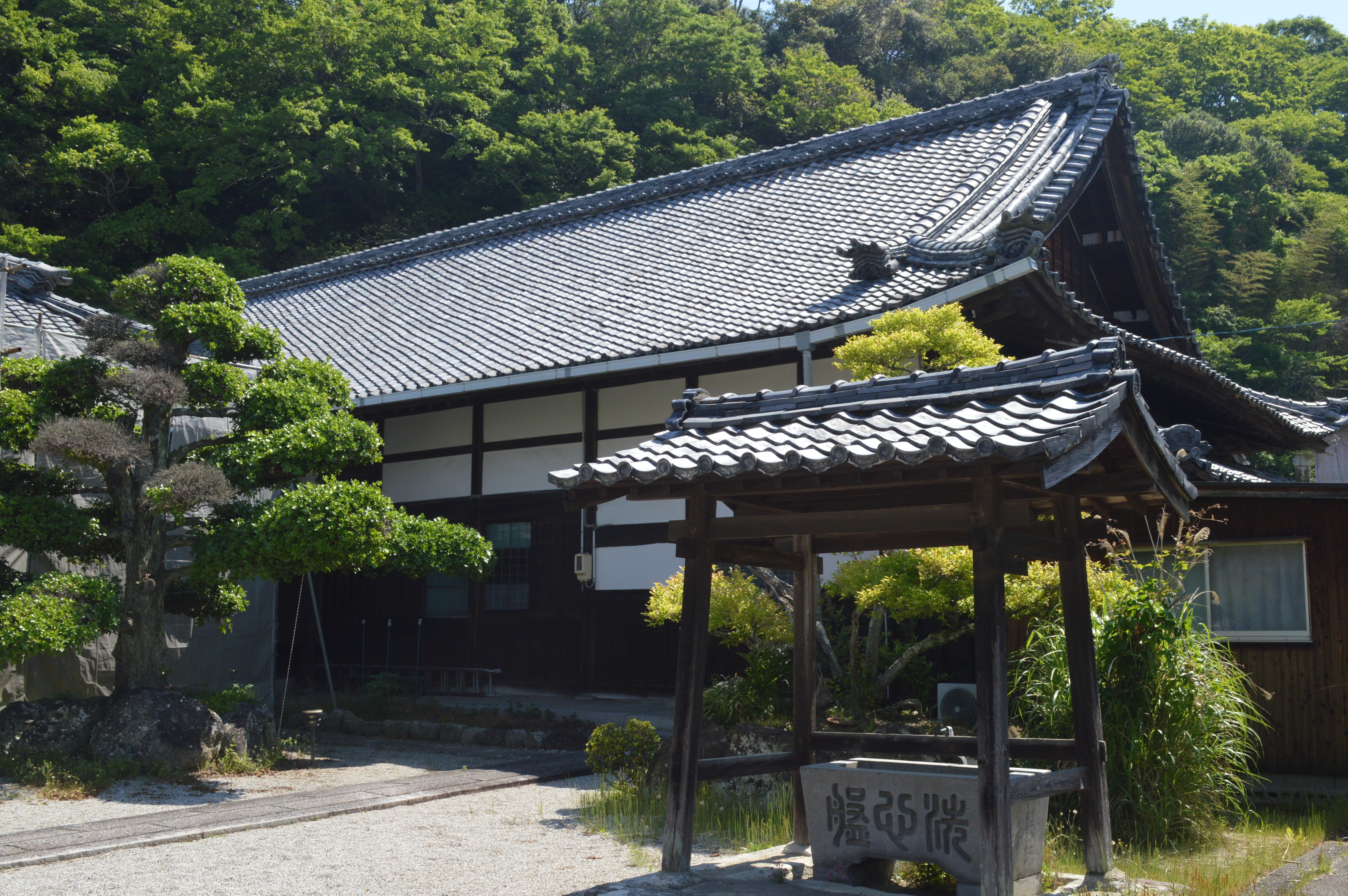
庫裏
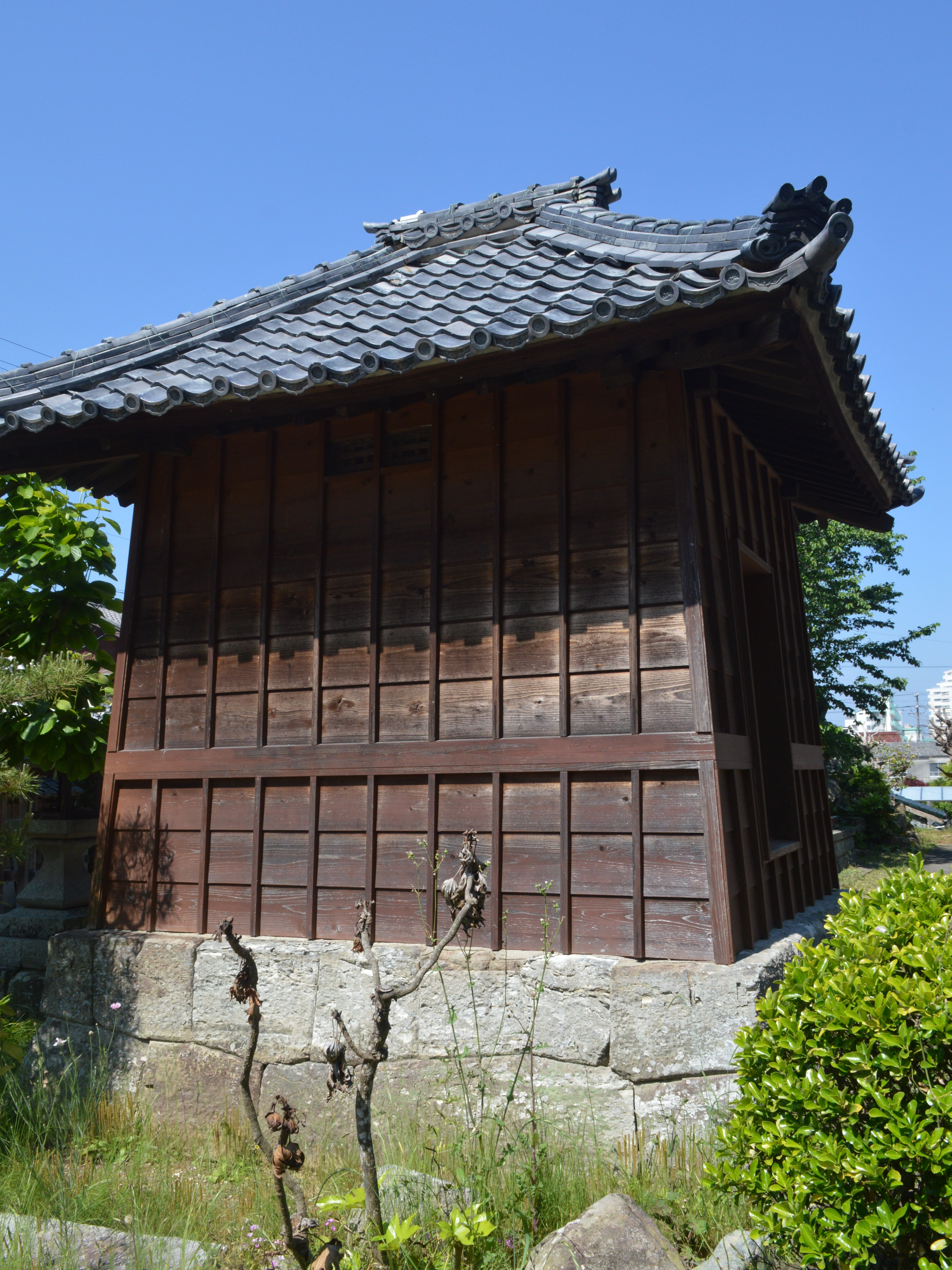
鐘楼
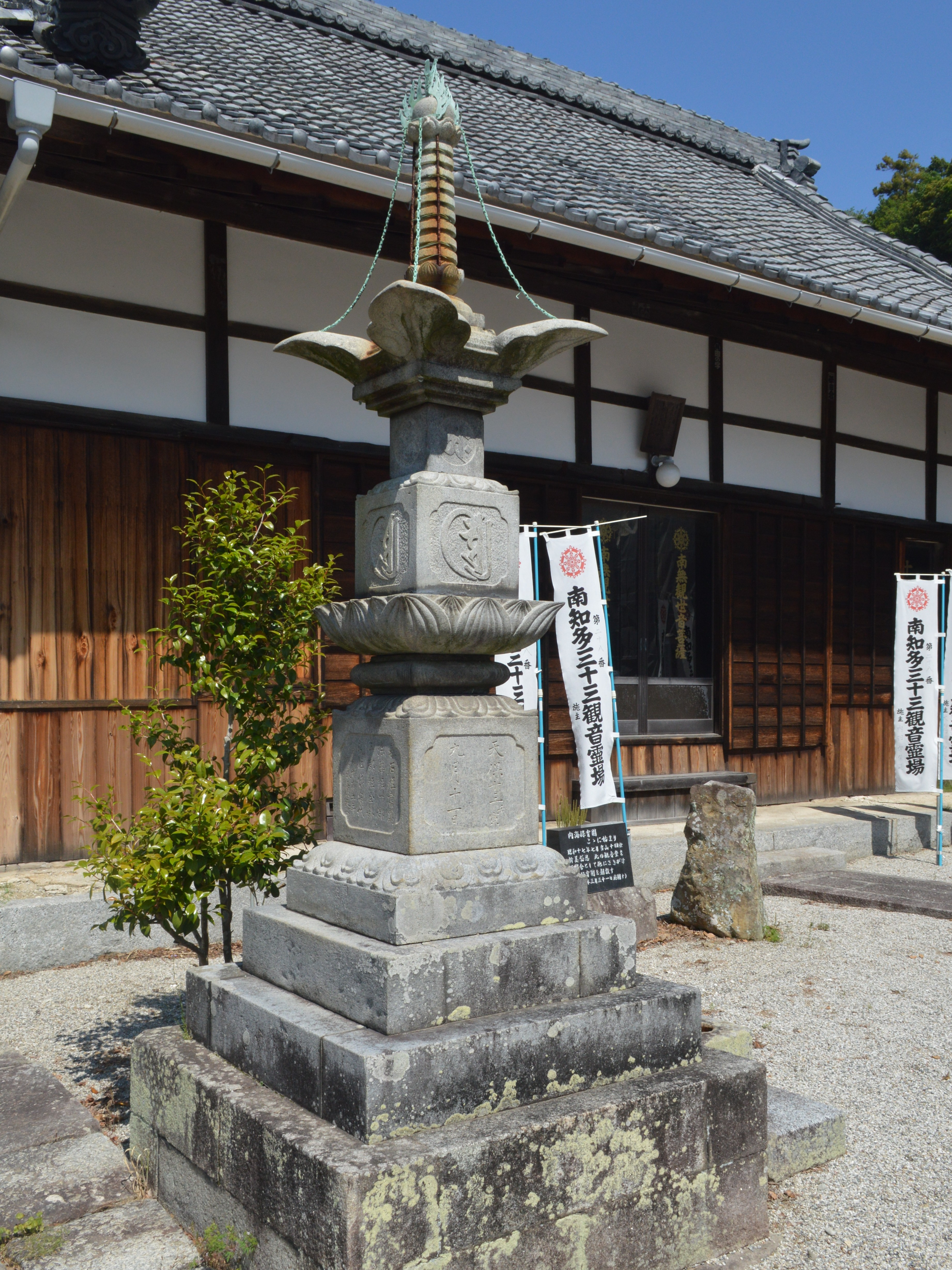
宝篋印塔
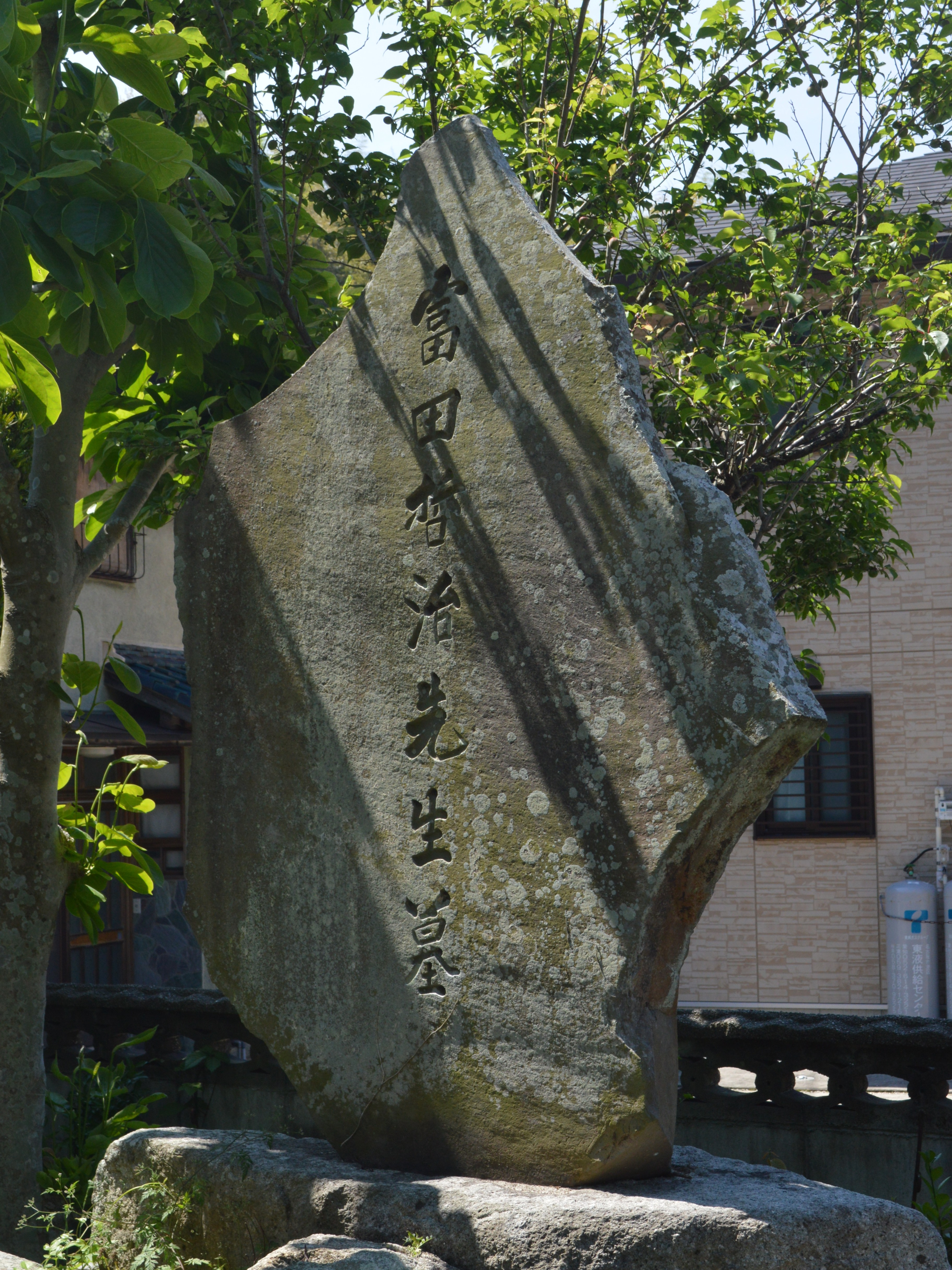
富田哲治先生墓